# 629
| 629                |
| ------------------ |
| Dødsfald - Fødsler |
|                    |

| Gregoriansk kalender | 629 DCXXIX              |
| Ab urbe condita      | 1382                    |
| Armensk kalender     | 78 ԹՎ ՀԸ                |
| Kinesiske kalender   | 3325 – 3326 戊子 – 己丑 |
| Etiopisk kalender    | 621 – 622               |
| Jødisk kalender      | 4389 – 4390             |
| Hindukalendere       |                         |
| - Vikram Samvat      | 684 – 685               |
| - Shaka Samvat       | 551 – 552               |
| - Kali Yuga          | 3730 – 3731             |
| Iransk kalender      | 7 – 8                   |
| Islamisk kalender    | 7 – 8                   |

Se også 629 (tal)